# شهدطوطی یقه‌دار
شهدطوطی یقه‌دار یا شهدطوطی تک‌زی (نام علمی: Vini solitaria)، گونه‌ای طوطی از خانواده طوطیان سبز و بومی جزایر فیجی است. این تنها پرنده جنگل‌های بارانی فیجی است که با مناظر شهری سازگار است و در شهر سووا یافت می‌شود. اندازه آن ۲۰ سانتیمتر (۷٫۹ اینچ) زیرتنه و صورت قرمز روشن با تاج بنفش و روتنه مایل به سبز است. نرها و ماده‌ها از نظر پوشش پر شبیه هستند، اگرچه ماده‌ها تاج رنگ پریده‌تری دارند.